# U20-as női OFC-bajnokság
Az U20-as női OFC-bajnokság (angolul: OFC U-20 Women's Championship) egy, az OFC által kiírt nemzetközi női labdarúgótorna, amit 2002 óta rendeznek meg, a 20 éven aluli női labdarúgók számára.
A sorozat egyben selejtező is a U20-as női labdarúgó-világbajnokságra.
A címvédő és a legeredményesebb csapat az Új-zélandi válogatott 5 győzelemmel.

## Eredmények
| 2002 Részletek | Nukuʻalofa, Tonga             | Ausztrália  | 6 – 0       | · Új-Zéland       | · Tonga            | 2 – 0       | · Szamoa          |
| 2004 Részletek | Port Moresby, Pápua Új-Guinea | Ausztrália  | körmérkőzés | · Pápua Új-Guinea | · Salamon-szigetek | körmérkőzés | —                 |
| 2006 Részletek | Apia, Szamoa                  | · Új-Zéland | 6 – 0       | · Tonga           | · Pápua Új-Guinea  | 4 – 1       | · Szamoa          |
| 2010 Részletek | Auckland, Új-Zéland           | · Új-Zéland | körmérkőzés | · Cook-szigetek   | · Tonga            | körmérkőzés | · Amerikai Szamoa |
| 2012 Részletek | Auckland, Új-Zéland           | · Új-Zéland | körmérkőzés | · Pápua Új-Guinea | · Új-Kaledónia     | körmérkőzés | · Szamoa          |
| 2014 Részletek | Auckland, Új-Zéland           | · Új-Zéland | körmérkőzés | · Pápua Új-Guinea | · Tonga            | körmérkőzés | · Vanuatu         |
| 2015 Részletek | Nukuʻalofa, Tonga             | · Új-Zéland | körmérkőzés | · Szamoa          | · Vanuatu          | körmérkőzés | · Új-Kaledónia    |

## Éremtáblázat
| # | Ország           |   |   |   |   |
| - | ---------------- | - | - | - | - |
| 1 | Új-Zéland        | 5 | 1 | 0 | 1 |
| 2 | Ausztrália       | 2 | 0 | 0 | 2 |
| 3 | Pápua Új-Guinea  | 0 | 3 | 1 | 4 |
| 4 | Tonga            | 0 | 1 | 3 | 4 |
| 5 | Cook-szigetek    | 0 | 1 | 0 | 1 |
| 5 | Szamoa           | 0 | 1 | 0 | 1 |
| 6 | Salamon-szigetek | 0 | 0 | 1 | 1 |
| 6 | Új-Kaledónia     | 0 | 0 | 1 | 1 |
| 6 | Vanuatu          | 0 | 0 | 1 | 1 |